# Gomphochernes depressimanus
Gomphochernes depressimanus är en spindeldjursart som först beskrevs av With 1908.  Gomphochernes depressimanus ingår i släktet Gomphochernes och familjen blindklokrypare. Inga underarter finns listade i Catalogue of Life.